# Équipe des Comores de football à la Coupe d'Afrique des nations 2021
L’équipe des Comores de football participe à la Coupe d'Afrique des nations 2021 organisée au Cameroun du 9 janvier au 6 février 2022. Il s'agit de la première participation des Cœlacanthes, emmenées par Amir Abdou. Ils sont éliminés en huitième de finale par le Cameroun (1-2).

## Qualifications
Les Comores, exemptés du premier tour qualificatif, évoluent dans le Groupe G des qualifications à la Coupe d'Afrique des nations de football 2021 avec le Kenya, l'Égypte et le Togo. Leur premier match de qualification est contre le Togo au Stade de Kégué, un match de revanche après leur élimination de la Coupe du monde 2022 contre cette même équipe ; les coelacanthes s'imposent 1 à 0 sur un but de Faïz Selemani.
Le deuxième match contre l'Égypte au Stade omnisports de Malouzini se conclut sur un score nul et vierge. Les Comores sont alors classés premier de leur poule avant une longue interruption du football continental en raison de la pandémie de Covid-19. Après un match nul face au Kenya à Nairobi et une victoire 2-1 à Moroni, les Comores sont à un point de créer l'exploit de se qualifier pour la première fois de leur histoire pour la Coupe d'Afrique des Nations.
Le 25 mars 2021, les Comores font match nul (0-0) contre le Togo, se qualifiant ainsi pour la Coupe d'Afrique des nations ; il s'agit de leur première phase finale d'une compétition majeure. La campagne se conclut sur une lourde défaite 4-0 en Égypte ; les Pharaons de Mohamed Salah terminent donc à la première place du groupe devant les Comoriens.

### Résultats
| Rang | Équipe  | Pts | J | G | N | P | Bp | Bc | Diff |  | Résultats (▼ dom., ► ext.) |     |     |     |     |
| ---- | ------- | --- | - | - | - | - | -- | -- | ---- |  | -------------------------- | --- | --- | --- | --- |
| 1    | Égypte  | 12  | 6 | 3 | 3 | 0 | 10 | 3  | +7   |  | Égypte                     |     | 4-0 | 1-1 | 1-0 |
| 2    | Comores | 9   | 6 | 2 | 3 | 1 | 4  | 6  | -2   |  | Comores                    | 0-0 |     | 2-1 | 0-0 |
| 3    | Kenya   | 7   | 6 | 1 | 4 | 1 | 7  | 7  | 0    |  | Kenya                      | 1-1 | 1-1 |     | 1-1 |
| 4    | Togo    | 2   | 6 | 0 | 2 | 4 | 3  | 8  | -5   |  | Togo                       | 1-3 | 0-1 | 1-2 |     |

| 1re journée                | Togo | 0 - 1 | Comores      |                      |                      |
| 14 novembre 2019 16h00 UTC |      | (0-0) | 51e Selemani | Stade de Kégué, Lomé | Stade de Kégué, Lomé |

| 2e journée                   | Comores | 0 - 0 | Égypte |                                                                  |                                                                  |
| 18 novembre 2019 16h00 UTC+3 |         | (0-0) |        | Stade Omnisports de Malouzini, Moroni Arbitrage : Bienvenu Sinko | Stade Omnisports de Malouzini, Moroni Arbitrage : Bienvenu Sinko |

| 3e journée       | Kenya    | 1 - 1   | Comores        |  |  |
| 11 novembre 2020 | Juma 65e | (0 - 1) | 26e M'Changama |  |  |

| 4e journée       | Comores               | 2 - 1   | Kenya       |  |  |
| 15 novembre 2020 | Ben 21e · Mattoir 49e | (1 - 1) | 35e Nyakeya |  |  |

| 5e journée                 | Comores | 0 - 0   | Togo |                                                         |                                                         |
| 25 mars 2021 16 h 00 UTC+3 |         | (0 - 0) |      | Stade omnisports de Malouzini Arbitrage : Mashood Ssali | Stade omnisports de Malouzini Arbitrage : Mashood Ssali |

| 6e journée   | Égypte                              | 4 - 0   | Comores |                                                                  |                                                                  |
| 29 mars 2021 | Elneny 15e Sherif 17e Salah 21e 25e | (4 - 0) |         | Stade international du Caire, Le Caire Arbitrage : Boubou Traoré | Stade international du Caire, Le Caire Arbitrage : Boubou Traoré |

### Statistiques

#### Buteurs
| Buts | Joueurs                                                                   |
| ---- | ------------------------------------------------------------------------- |
| 1    | El Fardou Ben Nabouhane, Faïz Mattoir, Faïz Selemani, Youssouf M'Changama |

## Compétition

### Tirage au sort
Le tirage au sort de la CAN 2021 est effectué le 17 août 2021 à Yaoundé. Les Comores, 132e nation au classement FIFA, sont placées dans le chapeau 4. Le tirage place les Cœlacanthes dans le groupe C, avec le Maroc (chapeau 1, 28e au classement Fifa), le Ghana (chapeau 2, 52e) et le Gabon (chapeau 3, 89e).

### Effectif
La liste des joueurs sélectionnés pour la Coupe d'Afrique des nations de football 2021 est la suivante :
Le nombre de sélections indiqués est celui obtenu lors de la convocation.

### Premier tour
Les Comores figurent dans le groupe C de la Coupe d'Afrique des nations de football 2021. Leur premier match les voit s'incliner contre le Gabon sur le score de 1-0. Le deuxième match se conclut également sur une défaite 2-0 contre le Maroc, malgré un match remarqué du gardien Salim Ben Boina, élu homme du match.
Le troisième match oppose les Comoriens au Ghana. Il se conclut sur une victoire historique des Comoriens par 3 buts à 2, éliminant le Ghana, et permettant aux Cœlacanthes de terminer troisième de la poule.
| Rang | Équipe  | Pts | J | G | N | P | Bp | Bc | Diff |  | Résultats (▼ dom., ► ext.) |  |     |     |     |
| ---- | ------- | --- | - | - | - | - | -- | -- | ---- |  | -------------------------- |  | --- | --- | --- |
| 1    | Maroc   | 7   | 3 | 2 | 1 | 0 | 5  | 2  | +3   |  | Maroc                      |  | 2-2 | 1-0 | 2-0 |
| 2    | Gabon   | 5   | 3 | 1 | 2 | 0 | 4  | 3  | +1   |  | Gabon                      |  |     | 1-1 | 1-0 |
| 3    | Comores | 3   | 3 | 1 | 0 | 2 | 3  | 5  | -2   |  | Comores                    |  |     |     | 3-2 |
| 4    | Ghana   | 1   | 3 | 0 | 1 | 2 | 3  | 5  | -2   |  | Ghana                      |  |     |     |     |

     Équipe qualifiée ou victorieuse; Pts = points; J = joués; G = gagnés; N = nuls; P = perdus;
Bp = buts pour; Bc = buts contre; Diff = différence de buts
| Match 6                   | Comores      | 0 - 1   | Gabon         | Stade Ahmadou-Ahidjo, Yaoundé                           |                                                         |
| 10 janvier 2022 20h00 WAT |              | (0 - 1) | 15e Boupendza | Arbitrage : Peter Waweru Arbitre vidéo : Mahmoud Ashour | Arbitrage : Peter Waweru Arbitre vidéo : Mahmoud Ashour |
| 10 janvier 2022 20h00 WAT | Abdallah 45e | Rapport | 61e Poko      | Arbitrage : Peter Waweru Arbitre vidéo : Mahmoud Ashour | Arbitrage : Peter Waweru Arbitre vidéo : Mahmoud Ashour |

| Match 17                  | Maroc                       | 2 - 0   | Comores                       | Stade Ahmadou-Ahidjo, Yaoundé                          |                                                        |
| 14 janvier 2022 17h00 WAT | Amallah 16e · Aboukhlal 89e | (1 - 0) |                               | Arbitrage : Sadok Selmi Arbitre vidéo : Haythem Guirat | Arbitrage : Sadok Selmi Arbitre vidéo : Haythem Guirat |
| 14 janvier 2022 17h00 WAT | Amallah 41e · Hakimi 42e    | Rapport | 16e Selemani · 18e M'Changama | Arbitrage : Sadok Selmi Arbitre vidéo : Haythem Guirat | Arbitrage : Sadok Selmi Arbitre vidéo : Haythem Guirat |

| Match 30                  | Ghana                    | 2 - 3   | Comores                          | Stade Roumdé Adjia, Garoua                                 |                                                            |
| 18 janvier 2022 20h00 WAT | Boakye 64e · Djiku 77e   | (0 - 1) | 4e Ben Nabouhane · 61e 85e Mogni | Arbitrage : Boubou Traoré Arbitre vidéo : Mustapha Ghorbal | Arbitrage : Boubou Traoré Arbitre vidéo : Mustapha Ghorbal |
| 18 janvier 2022 20h00 WAT | A. Ayew 25e · Yiadom 78e | Rapport | 14e Selemani                     | Arbitrage : Boubou Traoré Arbitre vidéo : Mustapha Ghorbal | Arbitrage : Boubou Traoré Arbitre vidéo : Mustapha Ghorbal |

### Phase à élimination directe
Les Comores font partie des quatre meilleurs troisièmes et se qualifient ainsi pour les huitièmes de finale, où ils rencontrent le Cameroun, pays-hôte.
Déjà privés de Faiz Selemani, suspendu, les Comoriens comptent douze cas positifs au Covid-19 dans leur sélection avant le match, dont tous les gardiens disponibles. Le jour même, Ali Ahamada est testé négatif, mais un changement du protocole le jour même par la Confédération africaine de football le rend inéligible pour le match, provoquant l'ire des observateurs ; c'est alors le défenseur Chaker Alhadhur qui prend place dans les buts. Malgré toutes ces péripéties et une exclusion d'entrée de jeu du capitaine Nadjim Abdou, les Comoriens s'inclinent sur la plus petite des marges, par 2 buts à 1,.
| Match 40                  | Cameroun                        | 2 - 1   | Comores                               | Stade de football d'Olembe, Yaoundé                                |                                                                    |
| 24 janvier 2022 20h00 WAT | Toko-Ekambi 29e · Aboubakar 70e | (1 - 0) | 81e M'Changama                        | Arbitrage : Bamlak Tessema Weyesa Arbitre vidéo : Maguette N'Diaye | Arbitrage : Bamlak Tessema Weyesa Arbitre vidéo : Maguette N'Diaye |
| 24 janvier 2022 20h00 WAT | Anguissa 33e · Hongla 80e       | Rapport | 7e Abdou · 82e Bachirou · 87e Mattoir | Arbitrage : Bamlak Tessema Weyesa Arbitre vidéo : Maguette N'Diaye | Arbitrage : Bamlak Tessema Weyesa Arbitre vidéo : Maguette N'Diaye |

### Statistiques

#### Buteurs
| Buts | Joueurs                 | Adversaires |
| ---- | ----------------------- | ----------- |
| 2    | Ahmed Mogni             | Ghana (2)   |
| 1    | El Fardou Ben Nabouhane | Ghana       |
| 1    | Youssouf M'Changama     | Cameroun    |

### Récompenses individuelles
Youssouf M'Changama est désigné comme remplaçant de l'équipe-type de la compétition.